# 奥村諭志
奥村 諭志（おくむら さとし、1993年10月27日 - ）は、日本の競輪選手である。日本競輪学校第111期生。岡山市出身。師匠は柏野智典（88期生）。

## 人物
岡山県立岡山工業高等学校から鹿屋体育大学を経て日本競輪学校入学。在校競走成績第1位（35勝）。
2017年7月18日、玉野競輪場でデビューし初勝利を挙げた。また、同年7月20日の同場で行われた決勝戦を制し、デビュー場所で完全優勝を果たした。